# Војиновића кула
Војиновића кула или Вучитрн (стари облик Вучји трн) је тврђава у Вучитрну. Била је седиште Ђурђа Бранковића (1427—1456) у доба док је био обласни господар Косова. Каснији летописци (Ами Буе, Гиљфердинг) су забележили да сама тврђава потиче још из Душановог доба и да је то стара тврђава са неколико кула усред вароши. Међутим, сам Вучитрн је подигнут на месту римског Витијанума (лат. Vitianum), тако да је сама тврђава старија од времена цара Душана (краљ 1331—1346, цар 1346—1355).

## Кула Војиновића
Данас је од целокупног утврђења опстала само Донжон кула која се у народу назива Војиновића кула (по Војиновићима из епских песама) са делом бедема у облику квадрата. Сам Донжон спада у ред најлепших кула тог типа у овом делу Србије због својих лепих пропорција и правилно поређаног камења у њеним зидовима. На њеним зидовима(дебљине око 3m)се виде остаци машикула, стрелница односно пушкарница, а поред затвореног приземља, имала је спрат, над којим се налазио отворени врх куле са грудобраном. Као и сви Донжонови и кула Војиновића није имала улаз у приземљу, већ тек на спрату са јужне стране и њему се прилазило дрвеним степеницама које су се у случају опасности могле лако уклонити.

## Данашњи остаци
Већи део некадашње престонице Ђурђа Бранковића је нестао томом отоманског периода када је простор тврђаве постао седиште административне управе и бега, док је приземље куле коришћено као спремиште за житарице (јечам, кукуруз, пшеница) које су скупљане на име беговског десетка. Некадашња улазна капија, која се налазила уз саму кулу(на удаљености од 1m) на северном бедему и била полукружно засведена, је зазидана, а место ње је пробијена нова на источном делу бедема. У једном тренутку је продат на лицитацији, 1938. га описују као "врло запуштеног" и да "преживљава последње дане".
Данас је од целокупне некадашње тврђаве опстао некадашњи Донжон са бедемима око њега који формирају двориште квадратне основе. Њихова висина је 4m—5m, са изузетком јужног дела бедема који је окренут ка главној улици са косином при дну(висина 1.2m—1.5m, испад 0.35m—0.4m) чија је висина 6m—7m.